# Ditomoidea andringitra
Ditomoidea andringitra es una especie de coleóptero de la familia Zopheridae.

## Distribución geográfica
Habita en Madagascar. Recibe su nombre por el Macizo de Andringitra.